# Ferdinand Keller

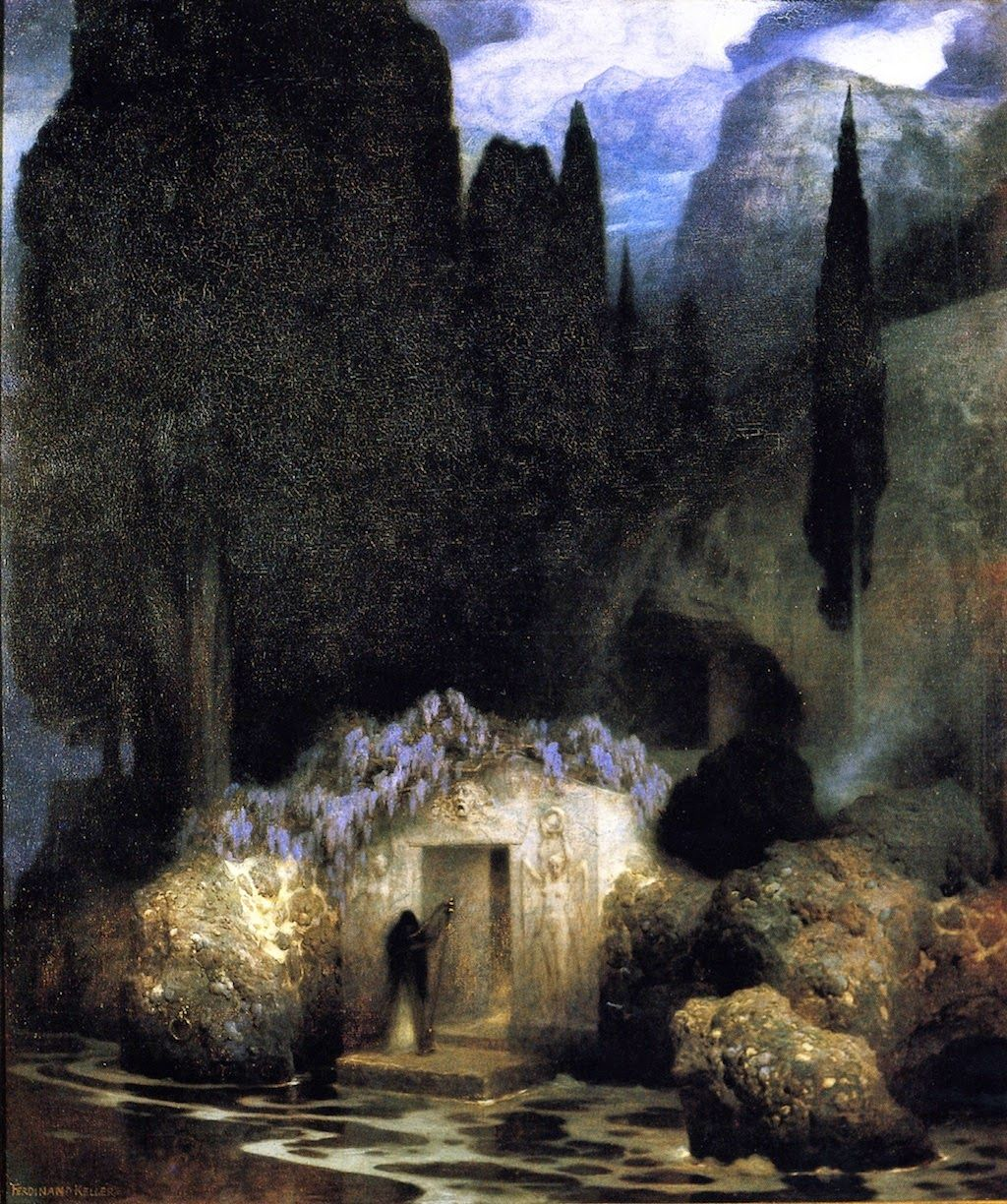
Tumba de Böcklin (1901-1902), Staatliche Kunsthalle, Karlsruhe

Ferdinand Keller (Karlsruhe, 5 de agosto de 1842-Baden-Baden, 8 de julio de 1922) fue un pintor alemán, a medio camino entre el academicismo y el simbolismo. 

## Biografía
Estudió en la Academia de Bellas Artes de Karlsruhe, donde fue alumno de Johann Wilhelm Schirmer y Hans Canon. Se especializó en pintura de género e historia. Entre 1858 y 1862 vivió en Brasil. En 1866 viajó por Francia y Suiza, y entre 1867 y 1869 vivió en Roma, donde conoció a Anselm Feuerbach. Fue un pintor de corte más bien academicista que, gracias a la influencia de Arnold Böcklin, hacia 1900 se decantó por el simbolismo, especialmente en paisajes de colores saturados y de aspecto decorativo.
Entre 1873 y 1913 fue profesor de la Academia de Bellas Artes de Karlsruhe. Uno de sus alumnos fue Christian Wilhelm Allers.